# Baskeleh-ye Būrīm
Baskeleh-ye Būrīm (persiska: باسکله بوریم, Baskeleh-ye Borūvīm) är en ort i Iran.   Den ligger i provinsen Kermanshah, i den västra delen av landet, 500 km väster om huvudstaden Teheran. Baskeleh-ye Būrīm ligger 1 462 meter över havet och antalet invånare är 209.
Terrängen runt Baskeleh-ye Būrīm är kuperad. Runt Baskeleh-ye Būrīm är det ganska glesbefolkat, med 43 invånare per kvadratkilometer. Närmaste större samhälle är Eslāmābād-e Gharb, 19,7 km norr om Baskeleh-ye Būrīm. Omgivningarna runt Baskeleh-ye Būrīm är i huvudsak ett öppet busklandskap.